# Stroganov

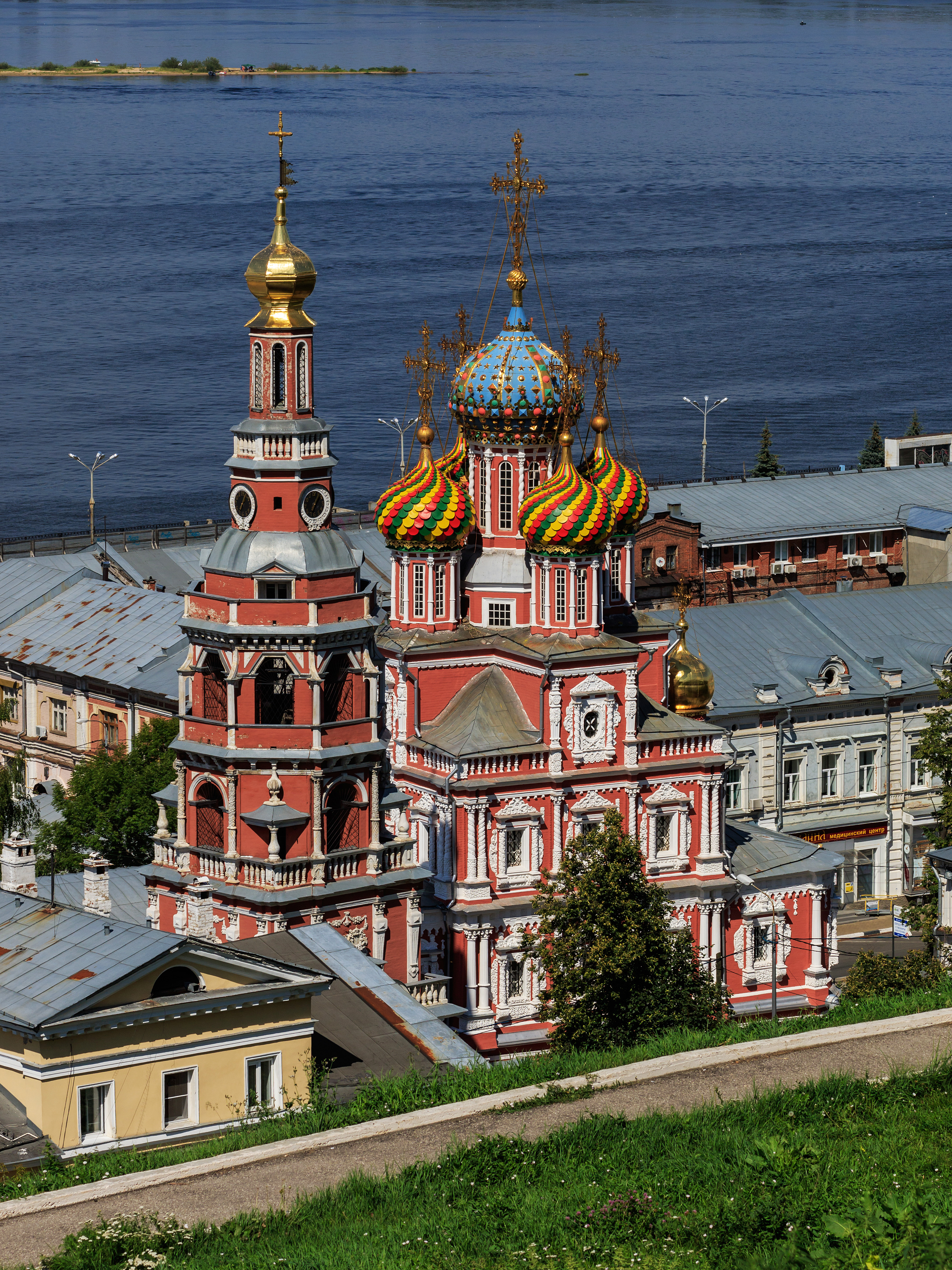
La Chiesa della Natività degli Stroganov è situata a Nižnij Novgorod.

La famiglia Stroganov o Strogonov (in russo Строгановы? o Строгоновы), spesso scritta Stroganoff, è una ricca e famosa famiglia proveniente dalla Russia di commercianti, imprenditori, proprietari terrieri e statisti vissuta tra il XVI secolo e il XX secolo.

## Potere economico
Il primo antenato conosciuto della famiglia Stroganov era Spiridon Stroganov, un contemporaneo di Dmitri Donskoi. Alla fine del XIV secolo, Spiridon sostituì il Gran Principe di Mosca durante l'invasione dei Mongoli. Intorno al 1445, suo nipote, Luka Kuzmìc pagò un riscatto di 200.000 rubli per la liberazione del Granduca di Mosca, Vasili II di Russia, tenuto prigioniero dai Tartari.
Nel 1572, Ivan IV gli chiese di occuparsi del debito che aveva nei confronti dei cosacchi per difendersi dalle incursioni dei Tartari dalla Siberia. Durante la guerra con la Polonia agli inizi del XVII secolo, gli Stroganov fornirono un sostegno militare e finanziario (circa 842.000 rubli) per il governo russo, che nel 1610, gli concesse il titolo di persone illustri.
Stroganov fu anche una importante scuola pittorica di icone, nata verso la fine del XVI secolo e diffusasi nei primi decenni del XVII secolo grazie soprattutto al suo esponente più importante: Prokopij Čirin.

## Nobiltà russa
Durante la grande guerra del nord (1700-1721), gli Stroganov sostennero finanziariamente il governo di Pietro il Grande. Come ringraziamento, nel 1722 la famiglia venne elevata al titolo nobiliare di barone. Gli Stroganov, quindi, iniziarono ad appartenere alla nobiltà russa e a ricevere incarichi di governo.

## Membri
- Anikej Fëdorovič Stroganov (4 novembre 1487 - 2 settembre 1569)
- Semyon Anikievič Stroganov (1540 - 22 ottobre 1586)
- Andrej Semionovič Stroganov (19 agosto 1581 - 17 luglio 1649)
- Grigorij Dmitrievič Stroganov (1656 - 21 novembre 1715)
- Aleksandr Grigor'evič Stroganov (2 ottobre 1698 - 17 novembre 1754)
- Aleksandr Sergeevič Stroganov (3 gennaio 1733 - 27 settembre 1811)
- Pavel Aleksandrovič Stroganov (7 giugno 1772 - 10 giugno 1817)
- Grigorij Aleksandrovič Stroganov (13 settembre 1770 - 7 gennaio 1857)
- Sergej Grigor'evič Stroganov (8 novembre 1794 - 30 settembre 1756)
- Aleksandr Grigor'evič Stroganov (31 dicembre 1795 - 2 agosto 1891)